# 琴丘森岳インターチェンジ
琴丘森岳インターチェンジ（ことおかもりたけインターチェンジ）は、秋田県山本郡三種町にある秋田自動車道のインターチェンジである。300 m北の本線上には琴丘森岳本線料金所が設置されている。

## 道路

### 本線
- E7 秋田自動車道（11番）

### 接続する道路
- 直接接続
  - 秋田県道37号琴丘上小阿仁線
- 間接接続
  - 国道7号

## 料金所
- ブース数：3

### 入口
- ブース数：1
  - ETC・一般：1

### 出口
- ブース数：2
  - ETC専用：1
  - 一般：1

## 周辺
- 道の駅ことおか
- 大潟村
- 奥羽本線鹿渡駅
- 秋田やまもと農業協同組合本店
- 琴丘郵便局

## 隣
E7 秋田自動車道
(10)五城目八郎潟IC - 八郎湖SA - (11)琴丘森岳IC - 琴丘森岳TB - (12)八竜IC